# Luftwaffen-Lehr-Division
Die Luftwaffen-Lehr-Division war ein Großverband der Luftwaffe der Wehrmacht im Zweiten Weltkrieg.

## Geschichte
Die Luftwaffen-Lehr-Division wurde am 1. Juli 1938 in Greifswald aus der Dienststelle des Höheren Kommandos der Luftwaffen-Lehrtruppen gebildet. Sie sollte ursprünglich nur die Lehrverbände der Luftwaffe führen, nahm aber auch, unter dem Kommando der Luftflotte 1, am Überfall auf Polen teil. Am 30. September 1939 wurde sie aufgelöst.

## Divisionskommandeur
| Dienstgrad   | Name            | Datum                               |
| ------------ | --------------- | ----------------------------------- |
| Generalmajor | Helmuth Förster | 1. Juli 1938 bis 30. September 1939 |

## Unterstellung
| Unterstellung                  | von               | bis                |
| ------------------------------ | ----------------- | ------------------ |
| Oberbefehlshaber der Luftwaffe | 1. August 1938    | 1. September 1939  |
| Luftflotte 1                   | 1. September 1939 | 30. September 1939 |

## Unterstellte Verbände
| Verbände am 1. Januar 1939     | Flugzeuge | Flugzeuge     | Flugzeugtypen                               | Liegeplatz                        | Lage                |
| Verbände am 1. Januar 1939     | Ist       | Einsatzbereit | Flugzeugtypen                               | Liegeplatz                        | Lage                |
| Stab/Lehrgeschwader 1          | ?         | ?             | Heinkel He 111H                             | Greifswald                        | 54.108333 13.441667 |
| I./Lehrgeschwader 1            | ?         | ?             | Messerschmitt Bf 109D, Messerschmitt Bf 110 | Barth                             | 54.3366 12.7145     |
| II./Lehrgeschwader 1           | ?         | ?             | Heinkel He 111H                             | Schwerin                          | 53.612222 11.376389 |
| III./Lehrgeschwader 1          | ?         | ?             | Heinkel He 111H                             | Greifswald                        | 54.108333 13.441667 |
| Stab/Lehrgeschwader 2          | ?         | ?             | Messerschmitt Bf 109D/E                     | Garz                              | 53.878706 14.152347 |
| I./Lehrgeschwader 2            | ?         | ?             | Messerschmitt Bf 109D/E                     | Garz                              | 53.878706 14.152347 |
| II./Lehrgeschwader 2           | ?         | ?             | Henschel Hs 123                             | Tutow                             | 53.922 13.218833    |
| III./Lehrgeschwader 2          | ?         | ?             | ?                                           | Jüterbog-Damm                     | 51.979126 13.068102 |
| 10./Lehrgeschwader 2           | ?         | ?             | Dornier Do 18                               | Travemünde-Pötenitz               | 53.943056 10.9125   |
| Flak-Lehr-Regiment             | --        | --            | --                                          | Stralsund, Zingst, Tutow, Stettin |                     |
| Luftnachrichten-Lehr-Abteilung | --        | --            | --                                          | Greifswald                        |                     |
| Insgesamt                      | ?         | ?             |                                             |                                   |                     |
| Verbände am 1. September 1939  | Flugzeuge | Flugzeuge     | Flugzeugtypen                               | Liegeplatz                        | Lage                |
| Verbände am 1. September 1939  | Ist       | Einsatzbereit | Flugzeugtypen                               | Liegeplatz                        | Lage                |
| Stab/Lehrgeschwader 1          | 9         | 8             | Heinkel He 111H                             | Königsberg-Neuhausen              | 54.7875 20.619444   |
| I./Lehrgeschwader 1            | 33        | 32            | Messerschmitt Bf 110B/C                     | Jesau                             | 54.5616 20.5978     |
| II./Lehrgeschwader 1           | 39        | 34            | Heinkel He 111H                             | Powunden                          | 54.89 20.5926       |
| III./Lehrgeschwader 1          | 39        | 32            | Heinkel He 111H                             | Prowehren                         | 54.7665 20.3981     |
| Stab/Kampfgeschwader 2         | 9         | 9             | Dornier Do 17Z                              | Jesau                             | 54.5616 20.5978     |
| I./Kampfgeschwader 2           | 36        | 33            | Dornier Do 17M                              | Gerdauen                          | 54.397222 21.294444 |
| II./Kampfgeschwader 2          | 39        | 37            | Dornier Do 17Z                              | Schippenbeil                      | 54.25 21.011111     |
| 1./Fernaufklärungsgruppe 121   | 12        | 11            | Dornier Do 17P                              | Königsberg-Neuhausen              | 54.7875 20.619444   |
| Insgesamt                      | 216       | 196           |                                             |                                   |                     |

Anmerkungen
1. ↑  Bedeutung der Abkürzungen, siehe Organisation der Geschwader
2. ↑  Iststärke (die tatsächlich in der Einheit vorhandenen Flugzeuge)
3. ↑  Einsatzbereit (abflugbereite Flugzeuge)